# Pallacanestro Roseto 1946 2008-2009
La Pallacanestro Roseto 1946 stagione 2008-2009, sponsorizzata Seven 2007 a partire dal 18 dicembre 2008, ha preso parte al campionato professionistico italiano di Legadue.

## Storia
Nel giugno 2008, a seguito di problemi societari, l'allora presidente del Fabriano Basket Federico Mellone richiede ed ottiene ufficialmente dalla FIP il trasferimento di sede dalla cittadina marchigiana a quella abruzzese, con il conseguente cambio di denominazione: nasce quindi la nuova Pallacanestro Roseto 1946, due anni dopo il fallimento del Roseto Basket avvenuto nel 2006.
L'avvio di stagione è nel complesso discreto: alla 12ª giornata i biancoblu sono piazzati al 6º posto in classifica con 6 vittorie ed altrettante sconfitte. Tuttavia nel girone di ritorno la situazione peggiora nettamente e, tra i frequenti cambi nell'organico e le contestazioni del pubblico, la squadra chiude all'ultimo posto retrocedendo con una striscia aperta di 11 sconfitte consecutive.
Il 9 luglio 2009 la società annuncia la mancata iscrizione della squadra al campionato 2009-2010 della Serie A Dilettanti, decretando così la fine della propria attività sportiva societaria.

## Roster
| Giocatori |
| --------- |

|    | Naz.                                   | Ruolo | Sportivo                 | Anno | Alt. | Peso |  |
| -- | -------------------------------------- | ----- | ------------------------ | ---- | ---- | ---- |  |
| 6  | Italia (bandiera)                      | P     | Fabio Ruini              | 1980 | 186  | 80   |  |
| 7  | Italia (bandiera)                      | PG    | Stefano Borsato          | 1986 | 195  | 83   |  |
| 10 | Svezia (bandiera)                      | AC    | Martin Ringström         | 1981 | 206  | 108  |  |
| 11 | Brasile (bandiera) · Italia (bandiera) | P     | Fúlvio Chiantia de Assis | 1981 | 186  | 75   |  |
| 12 | Italia (bandiera)                      | A     | Nello Lorenzetti         | 1984 | 202  | 95   |  |
| 13 | Italia (bandiera)                      | AC    | Marco Pazzi              | 1979 | 203  | 105  |  |
| 17 | Italia (bandiera)                      | GA    | Andrea La Gioia          | 1986 | 196  | 88   |  |

| Staff tecnico                              |
| ------------------------------------------ |
| Allenatore: Antonio Trullo                 |
| dal 27 marzo Piero Bianchi                 |
| dal 3 aprile Nikša Bavčević                |
| Assistente: fino al 27 marzo Piero Bianchi |
| dal 27 marzo Sergio De Santis              |

| Giocatori acquisiti a stagione in corso |
| --------------------------------------- |

|    | Naz.                                       | Ruolo | Sportivo                          | Anno | Alt. | Peso |  |
| -- | ------------------------------------------ | ----- | --------------------------------- | ---- | ---- | ---- |  |
| 22 | Serbia (bandiera) · Svizzera (bandiera)    | A     | Dušan Mlađan dal 5 dicembre       | 1986 | 200  | 88   |  |
| 19 | Italia (bandiera)                          | C     | Massimiliano Monti dal 6 febbraio | 1975 | 206  | 118  |  |
| 21 | Stati Uniti (bandiera)                     | GA    | Delonte Holland dal 6 marzo       | 1982 | 198  | 102  |  |
| 11 | Polonia (bandiera)                         | G     | Iwo Kitzinger dal 3 aprile        | 1985 | 188  | 85   |  |
| 14 | Stati Uniti (bandiera) · Italia (bandiera) | C     | Donzel Rush dal 3 aprile          | 1974 | 207  | 105  |  |

| Giocatori ceduti a stagione in corso |
| ------------------------------------ |

|    | Naz.                                       | Ruolo | Sportivo                          | Anno | Alt. | Peso |  |
| -- | ------------------------------------------ | ----- | --------------------------------- | ---- | ---- | ---- |  |
| 22 | Serbia (bandiera) · Svizzera (bandiera)    | A     | Dušan Mlađan fino al 23 dicembre  | 1986 | 200  | 88   |  |
| 18 | Italia (bandiera)                          | C     | Roberto Casoli fino al 15 gennaio | 1972 | 206  | 107  |  |
| 19 | Dominica (bandiera) · Francia (bandiera)   | C     | Sylvere Bryan fino al 21 gennaio  | 1981 | 208  | 106  |  |
| 21 | Stati Uniti (bandiera) · Panama (bandiera) | GA    | J.R. Pinnock fino al 27 marzo     | 1983 | 196  | 93   |  |
| 14 | Panama (bandiera)                          | C     | Jaime Lloreda fino al 3 aprile    | 1980 | 204  | 115  |  |
| 21 | Stati Uniti (bandiera)                     | GA    | Delonte Holland fino al 24 aprile | 1982 | 198  | 102  |  |

Legaduebasket: Dettaglio statistico